# Břežany (kraj południowomorawski)
Břežany – miasteczko i gmina w Czechach, w powiecie Znojmo, w kraju południowomorawskim. Według danych z dnia 1 stycznia 2022 liczyła 767 mieszkańców.